# Трдельник

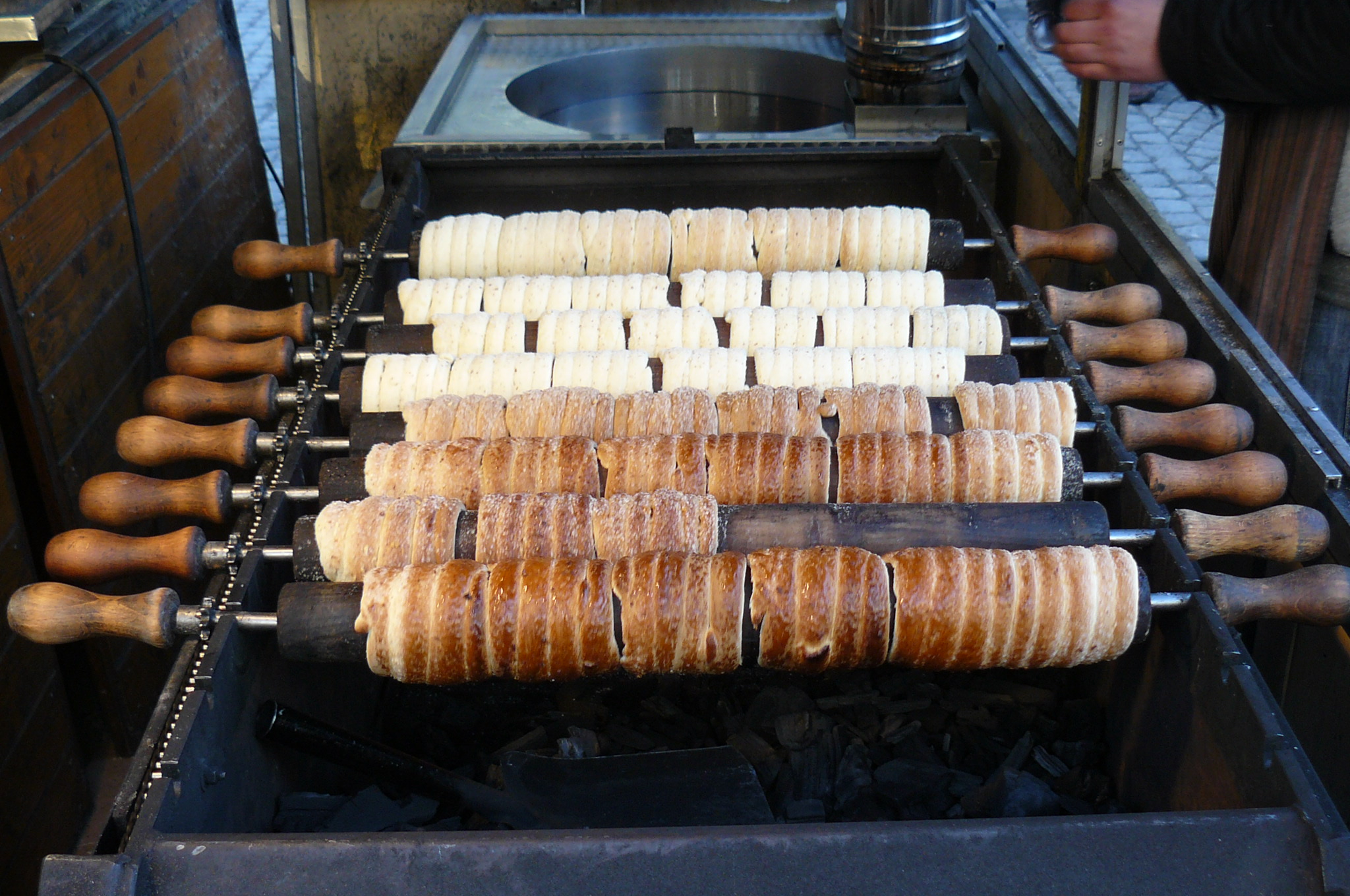
Трдельник на ярмарку в Празі

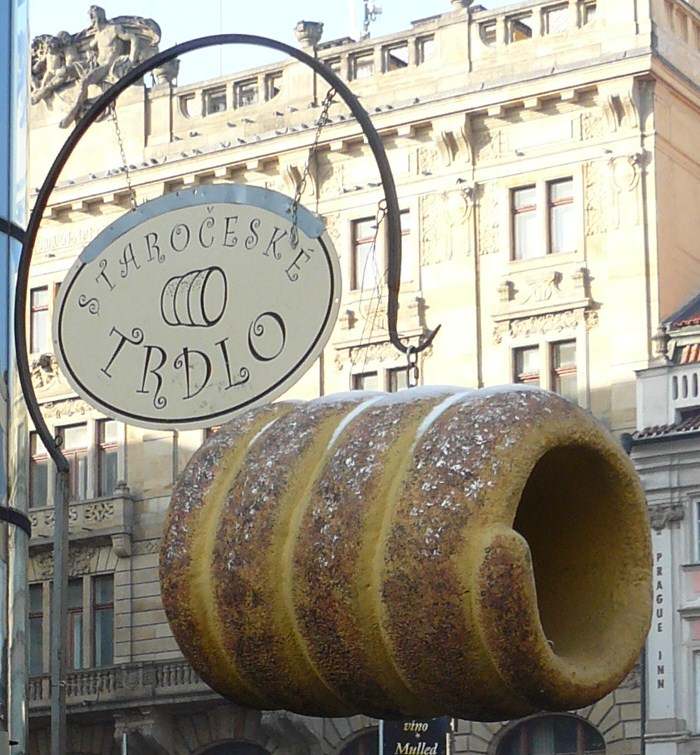
Чеська реклама

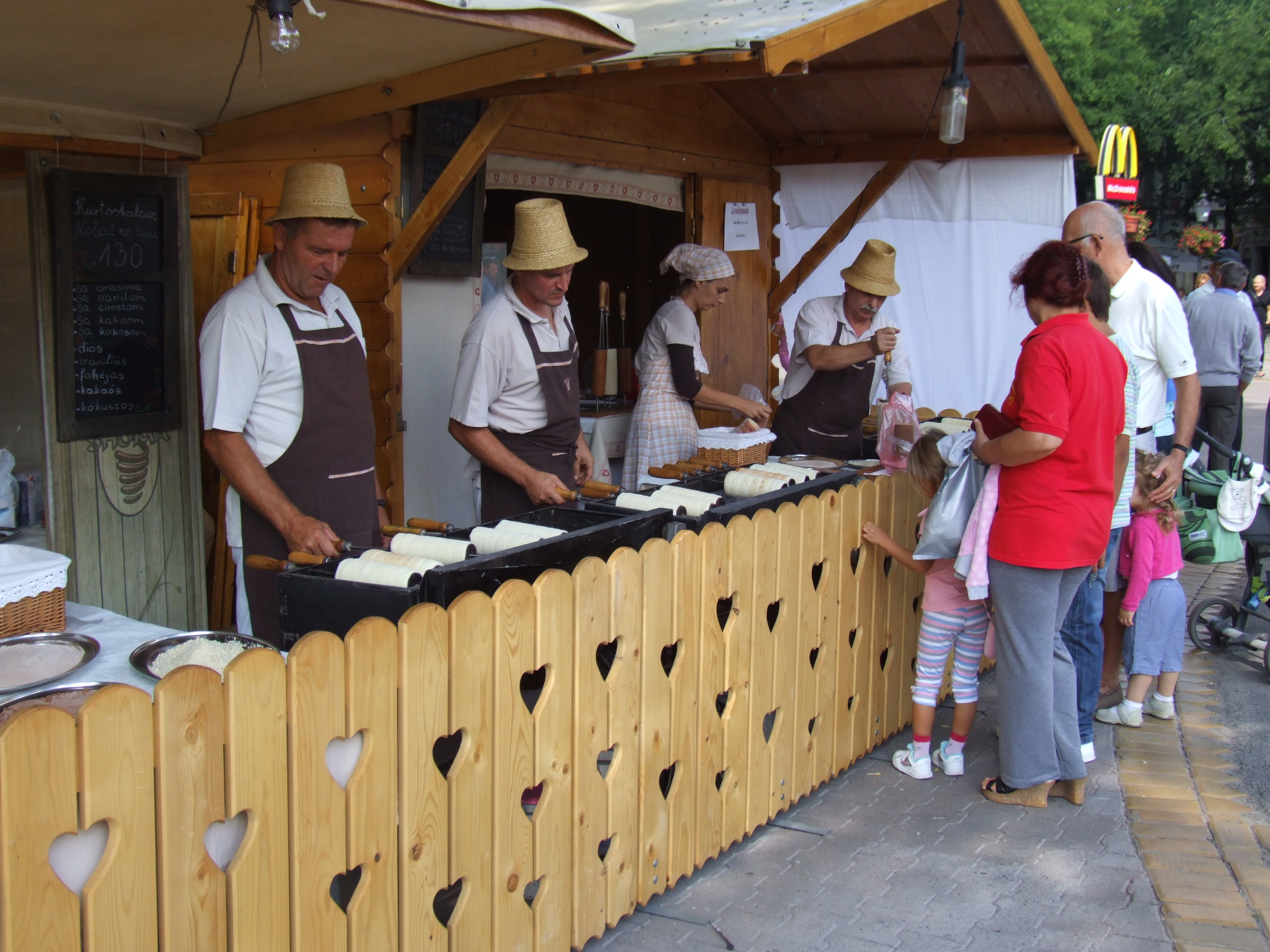
Ярмарок у Суботиці, сербська Воєводина.

Трде́льник (словац. trdelník) — традиційний солодкий пиріг, що походить зі словацького міста Скалиця. Виготовляється з дріжджового тіста, що тримається навколо палиці, а потім смажиться і посипається цукром, змішаним з горіхами і корицею.

## Історія
Виробництво трдельника має давні традиції. Граф Йожеф Ґваданий, угорський генерал у відставці, який був також поетом і філософом, оселився в Скалиці в кінці XVIII століття. Він привіз з собою рецепт трдельника з Трансільванії і значно його змінив. У тій формі, в якій ми нині знаємо його, ці ласощі називаються «Скалицький трдельник». Угорська назва — Kürtőskalács.

## Асоціація Скалицького трдельника
Громадянська організація «Skalický trdelník» була заснована в кінці 2004 року з метою збереження традиції первісного рецепту виробництва на відкритому вогні.

## Сучасність
Трдельник дуже популярний як солодкий пиріг по всій Словаччині, а також у Чехії. Це популярний продукт швидкого харчування на ярмарках і святах. Продається також в Угорщині та в районах, де проживають етнічні угорці (наприклад, у Воєводині).